# Галіш-Ловачка
Галіш-Ловачка — археологічна пам'ятка, що являє собою залишки кельтського поселення III—I ст. до н. е., яке було великим залізообробним виробничим центром.
Розташована в північно-східній частині гори Ловачка, на схід від с. Клячаново Мукачівського району Закарпатської області. Пам'ятка відкрита в 60-х роках XIX ст. археологом Тиводаром Легоцьким. у 1930-х роках обстежена Я. Янковичем, братами Затлукалами і П. Совою, а 1962 р. і 1964 р. — закарпатською експедицією Інституту археології АН УРСР. Займає 15 га, на яких зафіксовані 24 напівземлянкові житла, господарські споруди, понад 1 тис. виробів із металу, керамічний посуд.
Населення промислового центру належало до латенської культури (див. «Латенські пам'ятки України»).